# Zbirka Peggy Guggenheim
Zbirka Peggy Guggenheim (Collezione Peggy Guggenheim) mali je venecijanski muzej suvremene umjetnosti 20. stoljeća u Veneciji; jedan od lanca Guggenheim muzeja kojima upravlja Zaklada Solomona Guggenheima. 

## Povijest zbirke Peggy Guggenheim
Zbirka Peggy Guggenheim nalazi se u palači Venier dei Leoni, iz 18. stoljeća, koju je Peggy Guggenheim kupila u srpnju 1949. i u njoj živila više od 30 godina. Palača Venier dei Leoni leži na južnoj obali Kanala Grande, u sestieru Dorsoduro, na pola puta između mosta Ponte dell'Accademia i bazilike Santa Maria della Salute. 
Od 1951. njena zbirka bila je otvorena za javnost od travnja do listopada.Nakon njene smrti upravljanje nad njenom zbirkom preuzela je Zaklada Solomona Guggenheima na čelu s Peterom Lawsonom-Johnstonom, zbirka je ponovno otvorena za javnost u travnju 1980., a od 1985. zbirka je otvorena za javnost tijekom cijele godine.
Tijekom 1970-ih zagrebačka umjetnica Živa Kraus bila je desna ruka vlasnice Peggy Guggenheim u vođenju zbirke.
Trenutačni direktor Zbirke Guggenheim je unuka peggy Guggenheim, Karole Vail, koja je zamijenila Philipa Rylandsa koji je muzej vodio 37 godina

## Kolekcija
U muzeju se nalaze uglavnom djela iz zbirke američke kolekcionarke Peggy Guggenheim (1898. – 1979.), nećakinje rudarskog magnata Solomona Guggenheima i jedne od brojnih žena slikara Maxa Ernsta (1942. – 1946.).
Ona je uglavnom kupovala djela kubista, nadrealista i apstraktnih ekspresionista koji su djelomično zahvaljujući i njoj, postajali slavni.
U njenoj zbirci ima djela; Picassa, Dalìja, Magritta, Pollocka, Braqua, Légera, de Chirica, Mondriana, Kandinskog, Miróa, Giacomettija, Kleea, Arshile Gorkog, Caldera, Marinija, Ernsta i brojnih drugih.
Od 1979. godine, kad je umrla Peggy Guggenheim, željom same pokojnice, jednom tjedno i dobar dio palače u kojem je živjela Peggy Guggenheim otvoren je za javnost.
Zbirku Peggy Guggenheim posjetilo je 2008. 346.862 ljudi.

## Vanjske poveznice
- Službene stranice Galerije (tal.)